# Plectrocnemia triangulata
Plectrocnemia triangulata là một loài Trichoptera hóa thạch trong họ Polycentropodidae.